# Поке

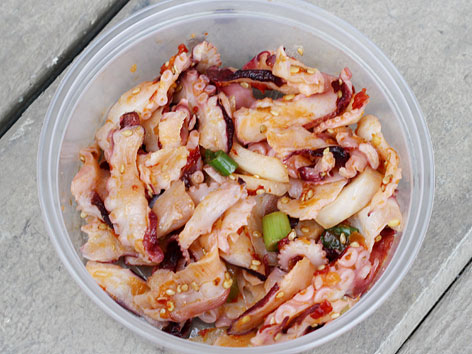
Поке з кімчі, кунжутовою олією, подрібненим перцем чилі та морською сіллю

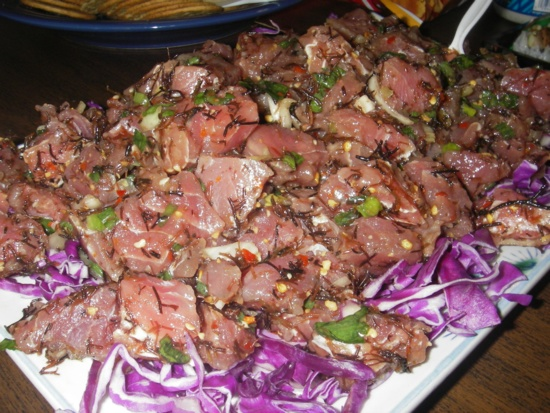
Ахі-поке — різновид поке із зеленою цибулею, перцем чилі, морською сіллю, соєвим соусом, кунжутовою олією, смаженим горіхом тунга (Candlenut) та лаймом. Подається на червоній капусті

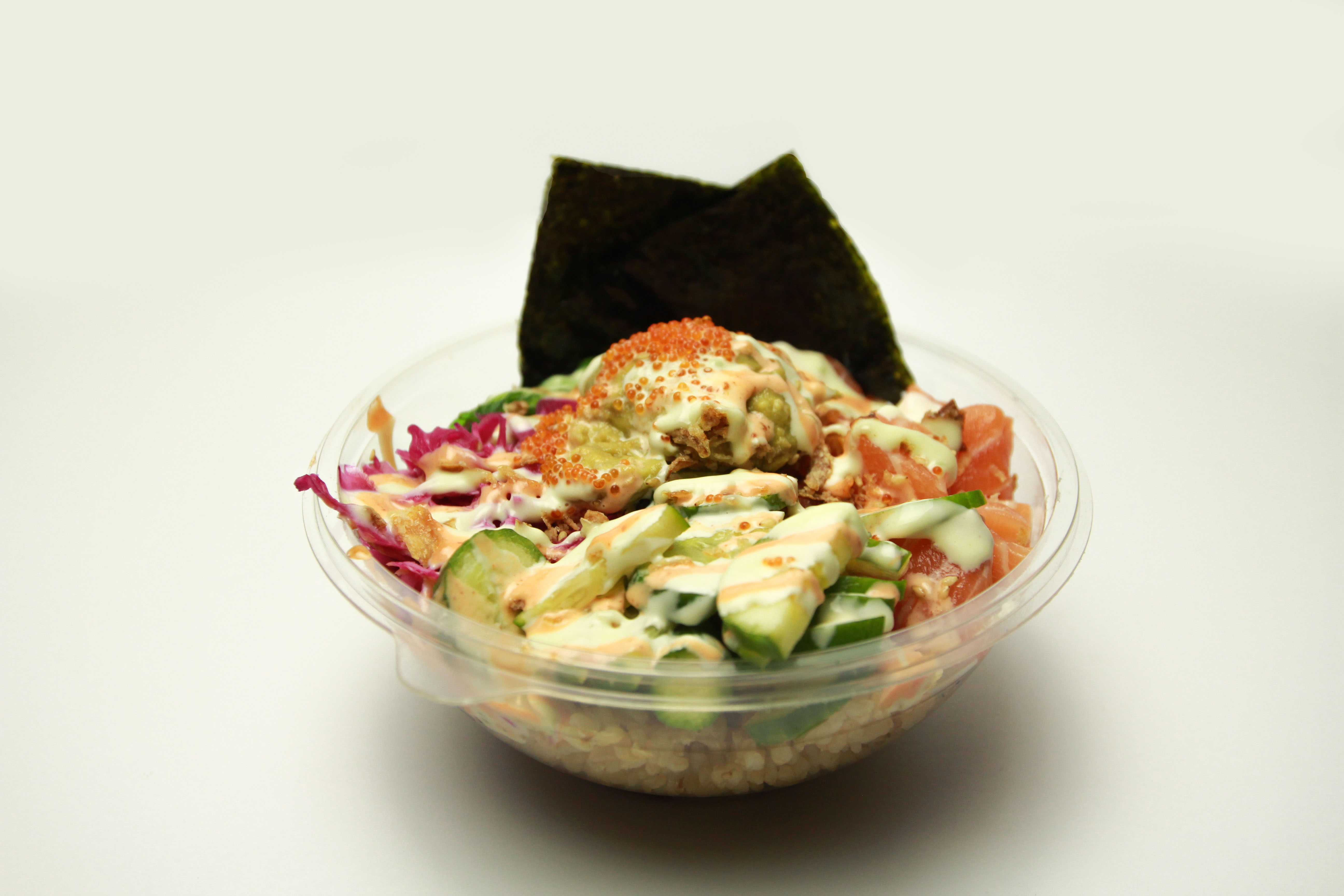
Чаша с поке. У страві є рис, суші, маринована капуста, огірок, тобіко, морські водорості

Поке (гав. poke) — страва гавайської кухні, сира риба, нарізана кубиками, яку подають або як закуску, або як основну страву. Одна з основних страв гавайської кухні. Як правило, для приготування поке використовують або восьминога, або тунця. Страву з восьминогом зазвичай називають Тако Поке (за винятком острова Ніїхау, на якому розмовляють гавайською мовою). Тунець, який використовується в страві, як правило, жовтоперий. В інші варіанти поке додають сирого лосося або молюсків. Страву подають з сиром та гарбузовим приправами (риба подається в сирому вигляді).

## Історія
Традиційний гавайський варіант поке складається з обробленої, очищеної від шкіри, обваляною риби. Його подають з приправами, наприклад, з морською сіллю, Тунг, морськими водоростями.
За словами одного з істориків, поке в тому вигляді, в якому цю страву можна зустріти зараз, готувалося в 1970-х роках. Використовувалася очищена і обвалена риба, яку подавали з сіллю, водоростями і смаженим тунгом. Цей варіант поке можна спробувати і на Гавайських островах.
У 2012 році страва стала популярною в континентальній частини Сполучених Штатів. З'явилися ресторани, в яких готували поке (в основному — ресторани фастфуду). В період з 2014 року по середину 2016 року «кількість гавайських ресторанів на Foursquare, в тому числі тих, в яких готують поке», подвоїлася (збільшилася з 342 до 700) . Ці ресторани готують як традиційні варіанти поке, так і змінені. Іноді в страву додають авокадо, соус понзу, соус теріякі, гриби, хрустку цибулю, маринований халапеньйо, соус Сірача, кінзу, ананаси чи огірки. Ресторани, де можна замовити поке — це, як правило, заклади, що продають фастфуд (але є і звичайні ресторани). Компоненти страви можна замінити за бажанням клієнта. Найчастіше поке готують з використанням тунця. Однак, слід зазначити, що на материку поке відрізняється від гавайського. На континенті рибу не маринують, замість цього в поке додають соуси. Страву часто називають poké замість звичайного  poke : використовують літеру e з акутом.

## Інгредієнти
За однією з версій, історія поке почалася тоді, коли рибалки додавали приправи в свій улов і одразу з'їдали страву як закуску. Приправи для поке схожі з приправами японської та інших азійських кухонь. Це — соєвий соус, зелена цибуля і кунжутова олія. Також використовують фурікаке (суміш сушеної риби, насіння кунжуту та сушених морських водоростей), сушений або свіжий перець чилі, морські водорості, морську сіль, тунг, ікру, васабі та цибулю. Додають восьминога, різні види сирого тунця та сирого лосося, молюсків.
Традиційний гавайський поке може складатися з сирої риби, цибулі, приправи з тунгу, водоростей, соєвого соусу, зеленої цибулі або кунжутової олії.

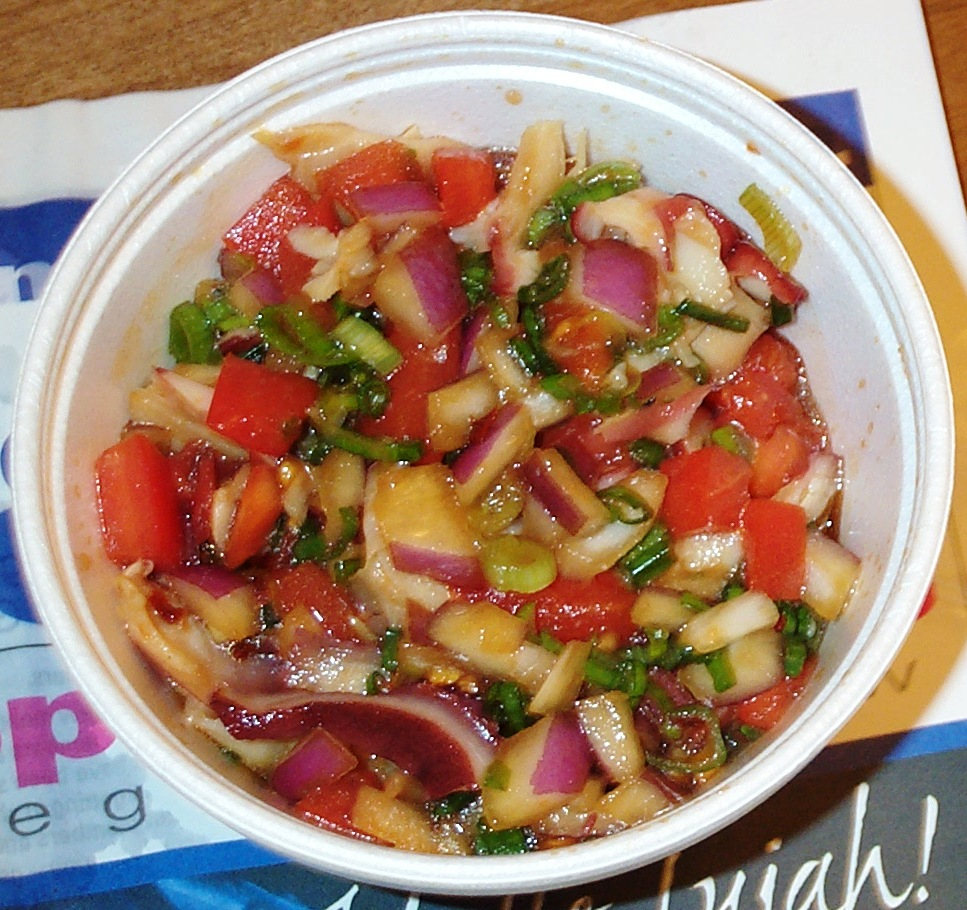
Поке з восьминога з помідорами, цибулею, соєвим соусом, кунжутовою олією, морською сіллю та перцем чилі

## Схожі страви
Страви із сирої риби, схожі на поке — це карпаччо з риби і рибний татарський біфштекс. Також на поке схоже корейське хе і перуанське севіче. сашімі теж складається з сирих морепродуктів; також поке можна порівняти з домбурі. Сибірські аналоги — сугудай, тала, салат індигірка.